# Haslen (Glarus Süd)
Haslen – miejscowość w gminie Glarus Süd w Szwajcarii, w kantonie Glarus. Liczba mieszkańców według danych z 31 grudnia 2020 wynosiła 1111 osób. Do 31 grudnia 2010 samodzielna gmina. 1 lipca 2006 do gminy przyłączono gminy Leuggelbach oraz Nidfurn.